# Metal Slug 5
Metal Slug 5 est un jeu vidéo de type run and gun développé et édité par SNK Playmore en 2003 sur Neo-Geo MVS, en 2004 sur Neo-Geo AES (NGM 268). C'est le sixième épisode de la série Metal Slug'. Metal Slug 5 est sorti au format cartouche mais également en version PCB.

## Description
Metal Slug 5 est un jeu vidéo d'arcade de type shoot and jump (sous-genre du shoot them up) parue à l'origine sur MVS et Neo-Geo. Les graphismes détaillés, les animations soignées, l'action frénétique et l'humour parodique sont à l'origine de la notoriété de la série des Metal Slug. Le nom Metal Slug est lié à un char d'assaut utilisable dans le jeu, nommé Super Vehicle-001 et surnommé Metal Slug (littéralement : « Limace de métal »).
Ce volet connaît une version PCB offrant quelques particularités comme l'affichage du sang lors de blessures…

## Synopsis
Des plans de Metal Slug sont volés par une armée inconnue. Les quatre héros Marco, Tarma, Eri et Fio sont envoyés pour savoir qui se cache derrière ce vol, mais un gourou, soi-disant possédé par le mal, arrive et commande une armée nommée « Armée Ptolémaïque », pour semer la terreur et le désordre.

## Boss
- Un grand tank rouge : il vous attaquera en chargeant et en tirant d'énormes obus ;
- L'avion de guerre : un grand avion vert qui tirera des boules de feu et des missiles ;
- La machine grimpante : une machine qui grimpe sur la façade des immeubles ; ses attaques consistent à tirer des missiles à tête chercheuse, envoyer des sbires, tirer de gros missiles ou encore d'envoyer des ondes qui détruisent la plate-forme ;
- Le tank sub-désertique : un tank qui surgit du sable et envoie des boules de feu ;
- La machine de fin du monde : autrefois nommé Scyther (scythe veut dire « faux » en anglais car il en manie une), il ressemble à un démon ailé. Il envoie des sphère d'énergie et donne un coup de faux sur le sol.

## Portages
- PlayStation 2 (2005 ; 2005, Metal Slug 4 & 5 ; 2006, The Metal Slug Collection)
- Xbox (2005 ; 2005, Metal Slug 4 & 5)
- PlayStation Portable (2006, The Metal Slug Collection)
- Wii (2006, The Metal Slug Collection)